# روبی (آلاسکا)
روبی (به انگلیسی: Ruby) شهری در ناحیه سرشماری یوکان-کویوکوک ایالت آلاسکا است که جمعیت آن در سرشماری سال ۲۰۰۰ میلادی ۱۸۸ نفر بوده‌است.